# 吴春枝
吴春枝（1614年—1650年），字符萼，一作元萼，號賓日，又號梅谷，直隸嘉興縣（今江蘇嘉興市）人，明朝末年至南明大臣。

## 生平
崇禎九年丙子科鄉試第一百十七名舉人，十年（1637年），吴春枝联中丁丑科进士。大理寺觀政，十一年任浙江平湖縣知縣，兼摄嘉善、海鹽知縣。十五年丁憂，十七年擢湖廣道御史，巡按福建。弘光元年（1645年）闰六月，隆武帝在福州即位，以黄道周为吏部尚书武英殿大学士、苏观生为吏部右侍郎兼东阁大学士、福建巡抚张肯堂为兵部尚书兼左都御史、何楷为户部尚书、四川按察使曹学佺为礼部尚书，吴春枝为兵部右侍郎兼右副都御史、周应期为刑部尚书、郑瑄为工部尚书、黄锦为礼部右侍郎，并赐号「奉天翊运中兴宣猷守正文臣」。十一月，隆武帝敕上游抚臣吴春枝速移驻邵武，以探虔州消息。监察御史吴春枝纠劾邵武通判陈主谟、古田知县吴士燿、汀州府知府王国冕贪污虐民。隆武二年（1646年）正月，隆武帝命令上游巡抚吴春枝选募健丁，精勤训练。吴春枝以兵部右侍郎兼东阁大学士。晋尚书留守。八月降清。

## 家族
曾祖吴骕，庠生；祖吴逹德，光禄署丞、廪例；父吴正己，现任户部山西司主事。